# Thư phi
Thư phi Diệp Hách Lặc thị (chữ Hán: 舒妃叶赫勒氏, 1 tháng 6 năm 1728 - 30 tháng 5 năm 1777), Mãn Châu Chính Hoàng kỳ, là một phi tần của Thanh Cao Tông Càn Long Đế.

## Cuộc đời

### Thân thế hiển hách
Thư phi trong sách văn thời Càn Long đều ghi "Diệp Hách Lặc thị", là một dạng phiên âm khác của Diệp Hách Na Lạp thị, xuất thân Mãn Châu Chính Hoàng kỳ, thuộc dòng dõi của Diệp Hách Bối lặc Kim Đài Cát - anh trai của Hiếu Từ Cao Hoàng hậu - sinh mẫu của Thanh Thái Tông Hoàng Thái Cực.
Tằng tổ phụ Nạp Lan Minh Châu, là cháu nội của Kim Đài Cát, đến đây thì phiên ra làm họ [Nạp Lan thị; 納蘭氏]. Minh Châu nghênh thú con gái thứ năm của Anh Thân vương A Tế Cách; sinh ra Nạp Lan Tính Đức, Nạp Lan Quỹ Tự (納蘭揆敘); một con trai do thứ thất sinh, là Nạp Lan Quỹ Phương (納蘭揆方), chính là tổ phụ của Thư phi. Bản thân Quỹ Phương về sau trở thành Hòa thạc Ngạch phụ, vì đã nghênh thú Hòa Thạc Quận chúa Ái Tân Giác La thị, tự Thục Thận (淑慎); bà là con gái của Khang Lương Thân vương Kiệt Thư - con trai thứ ba của Huệ Thuận Thân vương Hỗ Tắc (祜塞) và là cháu nội của Lễ Liệt Thân vương Đại Thiện.
Thân phụ của Thư phi là Nạp Lan Vĩnh Thụy (納蘭永綬), làm đến Thị lang; mẹ là Quan Tư Bách (關思柏), Tô Hoàn Qua Nhĩ Giai thị, con gái Hán quân Chính Hoàng kỳ Phó đô thống, Công tước Hàm Thái (含太). Nhà của Vĩnh Thụy có truyền thống thi thư, bản thân Vĩnh Thụy có tập "Tú dư thi cảo" (绣余诗稿), còn Quan thị có giao hảo với một nữ giáo thụ tên Cung Đạm Đình (宫淡亭), mời về dạy cho cả sáu cô con gái. Khang Hi triều, Vĩnh Thụy cùng anh Vĩnh Phúc (永福) bị đem thờ tự cho Quỹ Tự, nên về sau một chi Vĩnh Thụy đều lấy danh nghĩa là "Hậu duệ chi Quỹ Tự".
Gia đình Vĩnh Thụy có sáu con gái và một con trai, trong đó hai con gái và con trai là từ chi Vĩnh Phúc đem qua. Tất cả chị em của Thư phi đều có những mối hôn nhân rất tốt: con gái cả gả cho Cố Sơn Bối tử Phúc Tú - con trai thứ hai của Dĩ cách Bình Quận vương Nột Nhĩ Tô; con gái thứ 2 là chính thê của Đại học sĩ Phó Hằng - em trai của Hiếu Hiền Thuần Hoàng hậu; con gái thứ 3 gả cho Hộ quân Tham lĩnh Hi Bố Thiền (希布禅) - hậu duệ của A Ba Thái, con trai thứ 7 của Thanh Thái Tổ Nỗ Nhĩ Cáp Xích; con gái thứ 4 trở thành Đích Phúc tấn của Du Cung Quận vương Hoằng Khánh (弘慶) - con trai của Du Khác Quận vương Dận Vu; con gái thứ 5 chính là Thư phi. Dưới Thư phi là một em gái, sau là vợ của Lễ Thân vương Vĩnh Huệ.

### Nhập cung phong Phi
Năm Càn Long thứ 6 (1741), ngày 7 tháng 2, Diệp Hách Lặc thị khi 14 tuổi thông qua Bát Kỳ tuyển tú nhập cung, vị Quý nhân. Ngày 13 tháng 2, tấn Tần, hiệu Thư tần (舒嬪).
Có thể thấy rõ, với gia thế như vậy, về cơ bản Diệp Hách Lặc thị nhập cung đã được Càn Long Đế nhắm vào vị trí Tần ngay từ đầu, chỉ định Quý nhân cũng chỉ là dựa theo trình tự mà thôi. Căn cứ theo tài liệu của Nội vụ phủ có tên Hồng xương thông dụng (鴻稱通用), phong hào Thư có Mãn văn là 「Sulfa」, có nghĩa là "An thái", "Khoan dụ". Tháng 11 cùng năm, lấy Công bộ Thị lang Tác Trụ (索柱) làm Chính sứ, Nội các Học sĩ Phúc Thập Bảo (福十宝) làm Phó sứ, hành Thư tần sách phong lễ.
Năm Càn Long thứ 13 (1748), sách lập Nhàn Quý phi làm Hoàng quý phi, Thư tần Diệp Hách Lặc thị được tấn phong làm Thư phi (舒妃). Năm thứ 14 (1749), ngày 5 tháng 4 (âm lịch), lấy Nội các Học sĩ Nã Nhĩ Hô Đạt (雅尔呼达) làm Chính sứ, Lễ bộ Thị lang Thái Huệ Điền (泰蕙田) làm Phó sứ, hành sách phong lễ. Khi đó Diệp Hách Lặc thị chỉ mới 21 tuổi.

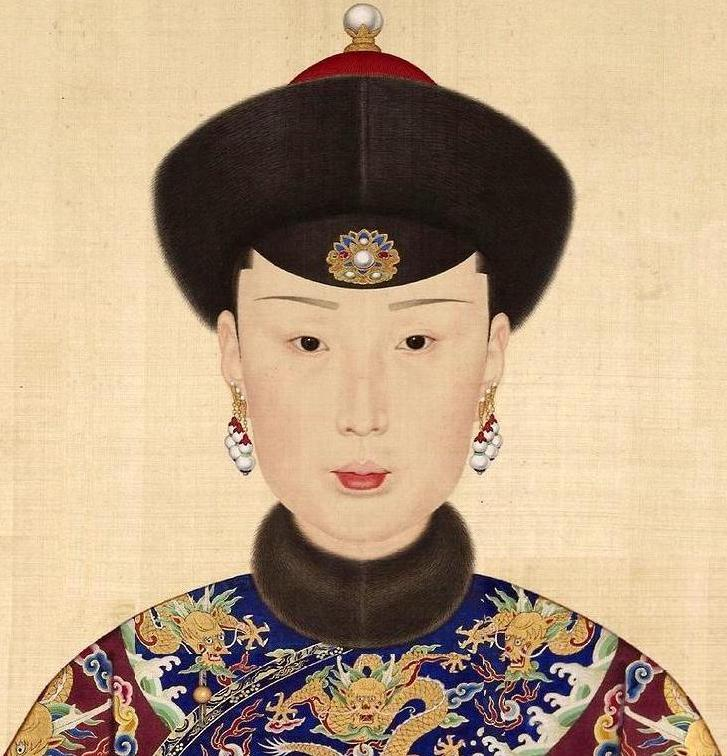
Thư phi Diệp Hách Na Lạp thị

Năm Càn Long thứ 16 (1751), ngày 19 tháng 5, bà sinh Hoàng thập tử ở Thừa Càn cung, có vẻ thời gian này Thư phi ở đây. Hoàng tử nhanh chóng mất vào ngày 7 tháng 6 năm Càn Long thứ 18 (1753), chỉ được 3 tuổi. An táng vào mộ phần của Đoan Tuệ Hoàng thái tử Vĩnh Liễn, tức Đoan Tuệ Hoàng thái tử viên tẩm (端慧皇太子园寝) thuộc Thanh Đông lăng.
Năm Càn Long thứ 42 (1777), ngày 30 tháng 5, Thư phi Diệp Hách Lặc thị qua đời, hưởng thọ 48 tuổi. Trong thời gian cuối, bà trú tại Vĩnh Thọ cung. Tang nghi của bà được Càn Long Đế phái Lục a ca Vĩnh Dung, Thập nhất a ca Vĩnh Tinh, Miên Ức (con trai thứ năm của Vinh Thuần Thân vương Vĩnh Kỳ), Miên Thông (con trai trưởng của Chất Trang Thân vương Vĩnh Dung) và Trát Lan Thái đến chịu tang. Cũng phái Lục a ca cùng Trang Thân vương Vĩnh Thường xử lý tang nghi. Ngoài Lệnh Ý Hoàng quý phi Ngụy thị, cùng Hãn Quý phi Đới Giai thị, thì Thư phi là phi tần cuối cùng mà Càn Long Đế đích thân đến để Tế điện.
Càn Long Đế dụ rằng: ["Thư phi tang sự. Các quan viên gồm Ngự tiền đại thần, Thị vệ, Càn Thanh Môn Thị vệ, cùng Nội đình Hành tẩu đại thần, sau Sơ tế thì cắt tóc. Các vị A ca mặc tang phục, cùng Vương công đại thần Thị vệ, Chấp sự nhân viên, sau Đại tế cởi phục. Thập nhất a ca, sau Đại tế cởi phục. Tháng 8, là gặp kỳ tiết Vạn Thọ. Trước ngày 29 tháng 7, đều cắt tóc"]. Bà được chôn cất tại Phi viên tẩm trong Thanh Dụ lăng.

## Trong văn hóa đại chúng
| Năm  | Phim                                   | Diễn viên          | Nhân vật                                |
| 1999 | 《Kim ngọc mãn đường》 (金玉满堂)      | Đường Hoa 康华     | Nạp Lan Khởi Thư (纳蘭绮舒)             |
| 2004 | 《Càn Long dữ Hương phi》 (乾隆与香妃) | Huân Ni 薰妮       | Thư phi                                 |
| 2018 | 《Như Ý truyện》 (如懿传)              | Trần Hạo Vũ 陈昊宇 | Diệp Hách Na Lạp·Ý Hoan (叶赫那拉·意欢) |
| 2018 | 《Diên Hi công lược》 (延禧攻略)       | Lý Xuân Ái 李春嫒  | Nạp Lan Thuần Tuyết (纳蘭淳雪)          |